# Rivulus giarettai
Rivulus giarettai är en fiskart som beskrevs av Costa 2008. Rivulus giarettai ingår i släktet Rivulus och familjen Rivulidae. Inga underarter finns listade i Catalogue of Life.